# STS-127
STS-127 byla mise raketoplánu Endeavour k Mezinárodní vesmírné stanici (ISS). Cílem bylo dopravit k ISS dvě součásti japonského modulu Kibó – Exposed Facility (JEM EF) a Exposed Section (ELM-ES). Během letu se uskutečnilo celkem 5 výstupů do kosmu (EVA).
Start byl původně plánován na 13. června 2009, ale kvůli úniku vodíku NASA odložila start na 14. června a následně až na 12. července. Raketoplán nakonec úspěšně odstartoval během šestého pokusu o start dne 15. července 2009 ve 22:03:10 UTC. Po úspěšné misi raketoplán dosedl na přistávací dráhu Kennedyho vesmírného střediska 31. července 2009 v 16:48:08 UTC.

## Posádka
- Mark L. Polansky (3) – velitel
- Douglas G. Hurley (1) – pilot
- Christopher J. Cassidy (1) – letový specialista 1
- Julie Payetteová (2) – letový specialista 2 (CSA)
- Thomas H. Marshburn (1) – letový specialista 3
- David A. Wolf (4) – letový specialista 4

### Nový člen posádky ISS (Expedice 20)
- Timothy Kopra (1) – palubní inženýr na ISS

### Vracející se člen posádky ISS (Expedice 20)
- Kóiči Wakata (3) – palubní inženýr na ISS

V závorkách je uveden dosavadní počet letů do vesmíru včetně této mise.

## Průběh letu

### Start a připojení ke stanici
Raketoplán Endeavour k letu STS-127 odstartoval 15. července 2009 ve 22:03:10 UTC.
Po dvou dnech sbližovacích manévrů se raketoplán připojil k Mezinárodní vesmírné stanici (ISS) v pátek 17. července 2009 v 17:47 UTC. Po otevření všech průlezů se obě posádky setkaly a poprvé v historii bylo naráz na jednom umělém kosmickém tělese celkem 13 lidí. Brzy po vstupu do stanice se Tim Kopra stal oficiálně členem Expedice 20 a naopak Kóiči Wakata ukončil svou činnost v rámci dlouhodobé posádky.

### Výstup EVA-1
První výstup do kosmu (EVA-1) se uskutečnil už v sobotu 18. července 2009. Dave Wolf a Tim Kopra při výstupu především připravili externí japonskou plošinu JEF k přenesení (sejmutím tepelné izolace propojovacích uzlů a odpojením temperační kabeláže), upravili izolaci, která bránila dobrému výhledu kamery na japonském manipulátoru JRMS, rekonfigurovali vozík CART na hlavním nosníku stanice, v nákladovém prostoru raketoplánu odpojili kabeláž od nosiče ICC (Integrated Cargo Carrier), sejmuli tepelnou izolaci z experimentu MAXI (Monitor of All-sky X-ray Image), upravili překryty stykovacích mechanizmů CBM na modulech Harmony a Unity a nakonec vyklopili držák UCCAS (Unpressurized Cargo Carrier Attachment System) na nosníku P3 (tento držák se nepodařilo úplně vyklopit a zajistit při misi STS-119 v březnu 2009). EVA-1 trvala 5 hodin a 32 minut. Ještě během výstupu došlo pomocí robotických manipulátorů k přenesení plošiny JEF z nákladového prostoru raketoplánu na externí uzel modulu Kibó.
V neděli 19. července 2009 byla plošina ICC s náhradními díly pro stanici vyzdvižena z nákladového prostoru raketoplánu a pomocí manipulátorů SRMS a SSRMS přemístěna na dočasnou pozici v konstrukci stanice. V dalších dnech byly při výstupech do kosmu některé díly z ICC přemístěny na plošinu ESP-3, ICC obsahovala také akumulátory, které byly vyměněny v nosníku P6. Zbytek neděle strávili kosmonauti většinou údržbou a opravami stanice (opravovali americkou toaletu a běhací dráhu).

### Výstup EVA-2
Výstup EVA-2 proběhl 20. července 2009. Wolf a Marshburn při něm přenesli několik velkých náhradních dílů z ICC na ESP-3. Konkrétně šlo o tzv. SGANT (Space-to-Ground Antenna), což je zařízení s velkou parabolickou anténou pro spojení stanice se Zemí v pásmu Ku, čerpadlo amoniaku PM (Pump Module) pro aktivní termoregulační (chladicí) systém stanice a jednotku LDU (Linear Drive Unit) pro pohon mobilního transportéru MT na hlavním nosníku stanice. Před koncem výstupu se kosmonauti věnovali fotodokumentaci, instalaci různých kousků dodatečné tepelné izolace a úklidu nářadí a jiného vybavení. Výstup trval 6 hodin 53 minut.
V pondělí 21. července 2009 kosmonauti na ISS nejprve pomocí staničního manipulátoru SSRMS přenesli paletu JLE s japonskými externími experimenty na konec nově instalované plošiny JEM a později téhož dne ještě pomocí SSRMS uchopili nosič ICC (obsahující náhradní akumulátory) na jeho dočasné pozici u P3 a umístili ho na konci SSRMS co nejblíže nosníku P6, kde byly akumulátory měněny při následujících výstupech EVA-3 a EVA-4.

### Výstup EVA-3
Wolf a Cassidy zahájili výstup EVA-3 ve středu 22. července 2009. Během výstupu nejprve připravili kontejnery s experimenty na paletě JLE k jejich pozdějšímu přenesení na plošinu JEF, udělali pár drobnějších prací (přemístění držadel na Harmony a upevnění kabeláže na Destiny) a pak se věnovali hlavnímu úkolu – výměně bloků akumulátorů v nosníku P6. V plánu bylo vyměnit 4 bloky (z celkem 6 na P6). Kosmonautům se ale podařilo demontovat jen 3 bloky akumulátorů, 2 z nich nahradit novými a 2 staré uložit na ICC k dopravě na Zemi. Jeden starý blok zůstal v dočasné pozici na stojanu na P6 (a jeden slot v P6 zůstal prázdný). Výstup EVA-3 trval 5 hodin a 59 minut.
Hlavní náplní práce na ISS ve čtvrtek 23. července 2009 bylo přenášení 3 kontejnerů s experimenty z palety JLE na plošinu JEF (pomocí japonského manipulátoru JEM RMS). Jako první byl přenesen experiment MAXI (Monitor of All-sky X-ray Image). Druhým přeneseným zařízením byl ICS (Inter-orbit Communication System), který umožňuje nezávislé spojení japonského řídicího střediska v Cukubě se všemi částmi modulu Kibó (přes japonskou telekomunikační družici DRTS (Data Relay Test Satellite). Posledním přenášeným experimentem byl SEDA-AP (Space Environment Data Acquisition Equipment-Attached Payload) pro měření kosmického prostředí v okolí stanice.

### Výstup EVA-4
Výstup EVA-4 zahájili Cassidy a Marshburn 24. července 2009. Hlavním cílem výstupu bylo dokončit výměnu zbývajících 4 bloků akumulátorů v nosníku P6. Výměna sice trvala více než 6 hodin, ale byla úspěšná. Nosník ITS-P6 tak obsahoval kompletní sadu nových akumulátorů (6 bloků) které by měly vydržet nejméně do roku 2015. Akumulátory jsou nikl-vodíkové (NiH2), mají garantovanou životnost nejméně 6,5 roku a 38000 nabíjecích a vybíjecích cyklů, každý blok akumulátorů má hmotnost cca 170 kg, rozměry 1 x 0,9 x 0,5 m a každý blok je schopen pojmout 8 kWh elektrické energie. EVA-4 trvala 7 hodin a 12 minut.
V sobotu 25. července 2009 měli kosmonauti na ISS volný den. Během dne se sice porouchalo americké zařízení na odstraňování oxidu uhličitého z atmosféry stanice (a hrozila kvůli tomu nutnost předčasného odpojení raketoplánu), ale technici na Zemi nalezli vhodný způsob manuálního řízení zařízení tak, aby jeho funkčnost nebyla omezena. Žádná oprava ani údržba na stanici nebyla potřeba a mise STS-127 pokračovala dál normálně.
V neděli 26. července 2009 došlo k přenesení už prázdné japonské palety JLE z plošiny JEF zpět do nákladového prostoru raketoplánu (pomocí manipulátorů SSRMS a SRMS) k dopravě na Zemi.

### Výstup EVA-5
Pátý výstup do kosmu (EVA-5) provedli Cassidy a Marshburn v pondělí 27. července 2009. Během výstupu přepojili napájecí kabeláž gyroskopů CMG na Z1 (aby byl každý CMG napájen z jiného okruhu), upravili a sejmuli část tepelné izolace manipulátoru SPDM (DEXTRE) a nainstalovali dvě kamery na plošině JEF. Před koncem výstupu ještě nainstalovali na povrch plošiny JEF a modulu JEM (Kibó) několik dodatečných madel a držáků vybavení, upravili a upevnili kabeláž na povrchu stanice a přemístili vybavení pro další výstupy (úchyty nohou, nářadí) do výhodnějších pozic. Výstup trval 4 hodiny a 54 minut.

### Odlet od stanice a vypuštění malých družic
Odpojení raketoplánu od ISS proběhlo v úterý 28. července 2009 v 17:26 UTC.
Zatímco raketoplán se ve středu 29. července 2009 pomalu vzdaloval od stanice a probíhala závěrečná kontrola stavu jeho tepelné ochrany, k ISS (na zadní port modulu Zvezda) se v ručně řízeném režimu úspěšně připojila nákladní kosmická loď Progress M-67.
Z nákladového prostoru raketoplánu byla 30. července 2009 ve 12:34 UTC vypuštěna malá družice DRAGONSat (Dual RF Astrodynamic GPS Orbital Navigator Satellite) složená ze dvou studentských pikodružic Bevo-1 a AggieSat-2 (obě jsou z univerzit v Texasu). Obě družice se měly později vzájemně oddělit k samostatnému letu, ale pro závadu zůstaly spojeny. Cílem družic bylo ověřit možnosti GPS měření polohy na oběžné dráze pro autonomní sbližování a spojování (budoucích družic). Také další malá družice ANDE-2 (Atmospheric Neutral Density Experiment 2) byla v 17:23 UTC úspěšně vypuštěna z nákladového prostoru raketoplánu. Krátce po vypuštění se družice rozdělila na dva základní díly, dvě koule o průměru cca 0,5 m. Těžší koule měla název Castor (50 kg) a lehčí Pollux (25 kg). Cílem experimentu (připraveném vojenskou námořní výzkumnou laboratoří USA) bylo měření hustoty horních vrstev atmosféry (sledováním rozdílů ve změnách dráhy obou koulí). Koule také posloužily jako testovací objekt pro radarovou pozemní sledovací síť.

### Přistání na KSC
Přistání raketoplánu Endeavour STS-127 na letišti SLF v Kennedyho vesmírném středisku proběhlo bez problémů při první plánované příležitosti v pátek 31. července 2009 ve 14:48:09 UTC.